# Саумель Робредо, Мануэль
Мануэ́ль Сауме́ль Робре́до (исп. Manuel Saumell Robredo; 17 апреля 1817 года, Гавана, Испанская империя — 14 августа 1870 года, Гавана, Испанская империя) — кубинский композитор, органист, пианист, музыкальный критик. Основоположник национальной музыкальной школы.
Первый композитор на Кубе, обратившийся в своем творчестве к национальным сюжетам и национальному фольклору — в 1839 году, в возрасте двадцати двух лет, Саумель предпринял чрезвычайно смелую для того времени попытку (замысел не был осуществлен) написать кубинскую национальную оперу, аналогичную поставленной тремя годами ранее опере «Жизнь за царя» Михаила Глинки. Автор более 50 контрдансов, которые принесли ему славу «отца кубинской музыки».

## Биография
Родился 17 апреля 1817 года в Гаване в очень бедной креольской семье. Одновременно с занятиями по музыке (по фортепиано у Эдельмана, а по гармонии, инструментовке, контрапункту и футе у Маурисио Пайка) был вынужден зарабатывать: давал уроки, был тапёром на танцевальных вечерах в домах аристократов, писал критические статьи (под псевдонимом Эль Тимбалеро).

## Работы
Не считая нескольких ныне известных лишь специалистам вокальных и инструментальных пьес, таких, как «Ave Maria» для голоса и оркестра, «Молитва» для сопрано и органа, «Идиллия» для скрипки и фортепиано, наследие Саумеля представляет собой лишь многочисленные контрдансы — небольшие фортепианные пьесы, основанных на ритмах и характерных интонациях народной музыки. Мелодическая и ритмическая изобретательность Саумеля была очень велика — ни один из его более чем 50 контрдансов не похож на другого.